# Tetrahydrocannabinol
Tetrahydrocannabinol (THC) eller dronabinol er det mest psykoaktive stof i hampplanten. Dronabinol også kendt som Marinol er en syntetisk efterligning af THC fra cannabisplanten, er blevet brugt i behandlingen af adskillige sygdomme. I flere lande er det blevet godkendt som lægemiddel mod kvalme og opkast som følge af kemobehandling hos cancer-patienter og mod manglende appetit i forbindelse med anoreksi og kakeksi hos AIDS-patienter. THC blev første gang isoleret i ren form i 1964. Det kan ikke opløses i vand, men derimod i organiske forbindelser som triglycerider (olie/fedt) eller alkohol. Trikomer, plantehår, som også findes på cannabisplanten, kan have betydning som forsvarsmiddel over for planteædere. Desuden absorberer THC ultraviolet lys med bølgelængder mellem 280 og 315 nm, hvilket muligvis beskytter planten mod solens skadelige UV-stråling.

## Isomerer og navne
Der findes flere isomerer af tetrahydrocannabinol (THC). Den almindeligst forekommende strukturisomer i hampplanten er Δ⁹-tetrahydrocannabinol (delta-9-tetrahydrocannabinol, delta-9-THC), hvor dobbeltbindingen i cyclohexen-ringen er placeret mellem carbonatom 9 og 10. Denne isomer kaldes også Δ1-tetrahydrocannabinol efter en anden nummereringsmetode. Der findes fire stereoisomerer af Δ⁹-tetrahydrocannabinol. Den eneste naturligt forekommende hedder (–)-trans-Δ⁹-tetrahydrocannabinol.
Ordet tetrahydrocannabinol er sammensat af tetra der betyder 4, hydro der her betyder hydrogen og cannabinol (C21H26O2), et andet cannabinoid. 
Dronabinol er INN-navnet for den rene isomer af THC, (–)-trans-Δ⁹-tetrahydrocannabinol.

## THC i hampplanten
THC er i hampplanten i hovedsagen koncentreret omkring blomsterne på hunplanten. Blade og hanplanter indeholder kun mindre THC, mens stilk og frø næsten intet indeholder.
I hampplanten findes ikke bare THC, men også adskillige andre cannabinoider. Flere cannabinoider har en euforiserende virkning. Jo længere tid hampplanten får lov til at være i blomst, jo flere af de andre cannabinoider vil planten producere.[kilde mangler]

## Anvendelse

### Euforiserende stof
THC er det aktive stof i hash og marihuana, der får en person til at føle sig "høj", dvs. opleve en rus. Rusen gør, at følsomheden overfor ydre stimuli øges og man oplever detaljer, som normalt vil blive overset, gør at farver synes mere klare og farverige, gør at der frembringes en værdsætning og lyst til at arbejde og gå i dybden med kunst, der tidligere havde en lille eller ingen interesse for personen. Det er som om den voksne cannabis-bruger sanser verden med den samme nyhedsfornemmelse, forundring, nysgerrighed og begejstring som et barn. Beruselsen forstærker også værdsættelsen af musik. Mange jazz- og rockmusikere har sagt, at de spiller bedre under påvirkning af marihuana, men denne effekt er ikke objektivt bekræftet.
Når planten når det stadie, hvor der er et større antal andre cannabinoider og mindre THC, vil rusen blive "stenet". Dvs. at den, der indtager det, vil blive slap og udmattet. Nogle foretrækker denne rus som en måde at slappe af på. Derudover vil en "stener"-rus, for nogle fremkalde et enormt behov for indtagelse af mad, der i cannabiskulturen er kendt som "fråderen/ædeflip" og på engelsk "munchies". Denne rus indtræder når THC oxygerer til 11-OH-THC. Den stenede rus forsvinder og er ikke eksisterende når THC modsvares med et højt indhold bl.a. af cannabinoiderne CBD (cannabidiol) og THCV (tetrahydrocannabivarin) som holder psykisk THC-aktivitet nede (antagonister af CB1-receptorer).[kilde mangler]

### Lægemiddel
Som nævnt i et amerikansk patent tildelt The United States of America, har cannabinoider vist sig at have antioxidant-egenskaber uden forbindelse til NMDA-receptormodstand. Denne nyligt fundne egenskab kan gøre cannabinoider brugbare i behandling og forebyggende behandling (profylakse) af en bred vifte af oxyderingsassocierede sygdomme, såsom iskæmi og aldersrelaterede betændelses- og autoimmune sygdomme. Cannabinoiderne har vist sig at have særlig anvendelse som neurobeskytter for eksempel ved at begrænse nervebeskadigelse fremkommet efter iskæmiske skader, såsom apopleksi (slagtilfælde) og psykiske traumer, eller i behandlingen af neuro-degenerative sygdomme, såsom Alzheimers, Parkinsons og HIV-demens. Firmaet KannaLife har fået eksklusive rettigheder til at udvikle lægemidler til behandling af human hepatisk encefalopati og kronisk traumatisk encefalopati baseret på dette patent.
Mange G-protein-koblede receptorer reagerer med cannabinoider, der derved griber ind i mange af organismens funktioner.
Et forskningsprojekt foretaget af overlæge René Støving og Ph.D Alin Andries ved Odense Universitetshospital har påvist at patienter med svært kronisk anoreksi kan tage på i vægt, ved hjælp af behandling med tetrahydrocannabinol, baseret på viden om at stoffet har vist sig at have god effekt på appetitcentret hos cancer- og HIV-patienter..
Ved medicinsk brug udvælges Cannabis-sorter efter THC-indhold og CBD-, CBN-, CBG- og THCV-indholdet.[kilde mangler]

## Farmakologiske egenskaber

### Farmakokinetik
Ved rygning absorberes THC hurtigt fra lungeoverfladen, og kan måles i plasmaet få sekunder efter det første hiv. Biotilgængeligheden af THC i organismen afhænger af dybden og varigheden af inhalationen, samt hvor længe den inhalerede røg holdes i lungerne. Det anslås at THC-biotilgængeligheden ligger på 23-27% hos faste rygere og 10-14% for lejlighedsvise rygere. I modsætning til rygning er absorptionen efter spisning langsommere og biotilgængeligheden lavere, formentligt pga. omfattende metabolisme i leveren, som det passerer efter optagelse fra tarmen.
Cirka 90% af den tilgængelige THC transporteres rundt i organismen med plasmaet, mens resten er bundet til de røde blodlegemer. På grund af sin høje fedtopløselighed fordeles THC til fedtvæv og organer med stor blodgennemstrømning som hjerne, muskel, lever, lunge og milt, hvilket leder til et pludseligt fald i plasmakoncentrationen. Her frigives det langsomt fra vævet til det er blevet akkumuleret tilbage til blodbanen (et fænomen kaldet redistribution).

### Nedbrydningsprodukter
THC metaboliseres i leveren ved hydroxylering og oxidation katalyseret af CYP450-enzymer. Ud fra dette dannes flere hundreder nedbrydningsprodukter, hvor 11-OH-THC (hydroxy-produktet) og THC-COOH (oxidationsproduktet) er de mest dominerende. 55% af THC udskilles med fæces og cirka 20% med urinen. Hovedmetabolitten i fæces er 11-OH-THC, mens hovedmetabolitten i urinen er THC-COOH eller THC-OOH esterbundet med glukeronsyre.
11-OH-THC (C21H30O3) er psykoaktiv, men virkningerne er ikke nødvendigvis identiske med dem set i THC, hvilket til dels forklarer de bifasiske effekter af cannabis, hvor nogle effekter, såsom øget appetit, har tendens til at blive forsinket, i stedet for at optræde umiddelbart efter lægemidlet/stoffet indtages.
THC-COOH (C21H28O4) er ikke psykoaktiv i sig selv, men har en lang halveringstid i kroppen på op til flere dage (eller endda uger hos kroniske brugere). Det er den vigtigste testede metabolit, når blod eller urin undersøges for brug af cannabis (cannabinoider: Receptor-proteiner). Denne fremgangsmåde er blevet kritiseret som ensbetydende med forbud mod "at køre bil samtidig med at være regelmæssig bruger af cannabis" uanset tilstedeværelsen eller fraværet af eventuelle faktiske forringelser, der kan påvirke køreevnen.[kilde mangler]

### THC i trafikken
I Danmark er der i færdselslovens § 54 stk. 1 nultolerance over for kørsel under påvirkning af euforiserende stoffer. 2.000 bilister blev frakendt kørekortet i 2013 for hashkørsel, fordi der blev fundet spor af THC, 11-OH-THC eller THC-COOH i deres blod.[kilde mangler]
DTU Transport har deltaget i en stor international undersøgelse af, om man er til fare for sig selv og andre i trafikken, hvis man er påvirket af stoffer. Undersøgelsen viser at man, under påvirkning af cannabis, har en risiko svarende til en lav alkoholrus, men det indskærpes også at resultaterne skal ses i lyset af at der er få sager, og at de derfor skal behandles med varsomhed. TIl MetroXpress udtalte seniorforsker Inger Marie Bernhoft i den anledning, at konklusionen er entydig, »Hvis man er påvirket af hash på et niveau på bagatelgrænsen, er der ikke nogen dokumentation for, at der er en øget risiko for uheld i trafikken.«
Andre studier viser THC, afhængig af forbrugets størrelse og frekvens, alvorligt kan forringe evnerne til at køre, men at det også er meget individuelt i hvilken grad det sker.
Den amerikanske læge og marihuana-ekspert David Bearman har gennemgået en række undersøgelser og konkluderer i de tilfælde, hvor man skal afgøre om en person har indtaget marihuana og om en person kan føre et motorkøretøj, at "Blodkoncentrationer kan være noget mere nyttige [end urinprøver], i det mindste kan de hjælpe med at afgøre, om man har brugt marihuana for nylig.[...] Høje niveauer af THC i blodet (≤ 10ng/ml) er et godt tegn på at man har brugt marihuana inden for den sidste time eller to. Problemerne er, at (1) blodniveauer er meget variable og (2) har ingen klar relation til den faktiske forringelse af evner, dvs det at "være påvirket."

### Andre virkninger
Mens THC-COOH ikke har nogen psykoaktive virkninger, kan det stadig have en rolle i analgetiske og anti-inflammatoriske virkninger af cannabis, og har også vist sig at moderere virkningerne af THC, en form kaldet antagonisme, hvilket kan hjælpe med at forklare forskellen i subjektive virkninger, der ses mellem lejlighedsvise og regelmæssige brugere af cannabis.[kilde mangler]
Δ-9-tetrahydrocannabinol (Δ-9-THC) og THC-COOH har også vist sig at undertrykke åreforkalkning (den hyppigste årsag til dødsfald i Danmark; hvert år dør 23.000 danskere af hjerte-karsygdomme) ved at være en direkte hæmmer til 15-lipoxygenase (15-LOX), en af de vigtigste enzymer, der er ansvarlige for dannelsen af oxideret lav-densitet lipoprotein, en væsentlig medvirkende årsag til åreforkalkning.[kilde mangler]
Desuden har in vitro-eksperimenter med delta-9-THC vist sig yderst effektive til at reducere oxidative skader i rygmarvskulturer hos mus. Derudover er delta-9-THC anti-excitotoksisk in vitro. Disse cellulære mekanismer kan ligge til grund for den formodede neuro-beskyttende effekt i amyotrofisk lateral sklerose (ALS). Idet delta-9-THC er en veltolereret dobbeltbindings-isomer, kan det og andre cannabinoider fra hamp vise sig at være hidtil ukendte terapeutiske midler til behandling af ALS. Cathy Jordan fra Florida i USA har overlevet ALS i 22 år med høj livskvalitet ved brug af cannabis (marihuana) som lægemiddel.[kilde mangler]